# Laburistička stranka (Norveška)
Laburistička stranka (norveški: Arbeiderpartiet, A/Ap) je socijaldemokratska politička stranka u Norveškoj. Predstavlja glavnu oporbu u parlamentu.Jonas Gahr Støre je trenutačni vođa stranke
Norveška laburistička stranka se službeno zalaže za socijaldemokratske ideje. Od 1930-ih joj je službeni slogan "rad za sve", a snažno se zalaže za izdašnu državu blagostanja, koju bi trebali financirati visoki porezi i carine. Posljednjih dvadeset godina je stranka u ideološkom smislu počela skretati udesno, odnosno u smjeru socijalnog tržišnog gospodarstva koja uključuje privatizaciju državnog vlasništva i ukidanje progresivnog oporezivanje, u skladu s načelima ekonomskog liberalizma. Danas se izjašnjava i kao progresivna stranka koja se zalaže za načelo suradnje u unutrašnjoj i vanjskoj politici. Njezin omladinski ogranak je Savez laburističke mladeži.
Osnovana je krajem 19. stoljeća i otada je stalno rasla po broju glasova i članova sve dok na izborima 1927. godine nije postala najveća i najjača stranka, što je ostala sve do današnjih dana. Te je godine prekinut i njen unutrašnji sukob vezan uz članstvo u Kominterni od 1919. od 1923. Nakon drugog svjetskog rata, odnosno 1945. pa sve do 1961 stranka je imala apsolutnu većinu u norveškom Parlamentu, što je bila prilična rijetkost za tadašnje europske države, i zbog čega se Norveška nazivala  "jednostranačkom državom". Od 1935. godine, pak, u Norveškoj samo šesnaest godina premijer nije bio član Laburističke stranke. 1960-ih i početkom 1970-ih dominaciju Laburistička stranke je nagrizla oporba s ljevice, okupljene u Socijalističkoj narodnoj stranki. Od kraja 1970-ih je, pak, dominaciju nagrizla i desna oporba, zbog čega se i sama Laburistička stranka pod Gro Harlem Brundtland okrenula udesno. Na izborima 2001. stranka je imala najgore rezultate od 1924. što ju je prisililo na daleko šire parlamentarne koalicije nego ranije.
Radnička stranka je članica Progresivnog saveza i Stranke europskih socijalista.

## Vanjske poveznice
- Arbeiderpartiet Službene Stranice
- (engl.) Službene Stranice
- Rezultati izbora Laburističke stranke 2001. godine